# 広島県道458号川北七塚線
広島県道458号川北七塚線（ひろしまけんどう458ごう かわきたななつかせん）は、広島県庄原市を通る一般県道である。

## 概要
庄原市川北町から庄原市七塚町に至る。庄原市濁川町に未改良の箇所があるが、路線の大半は2車線で整備されている。

### 路線データ
- 起点：庄原市川北町（国道432号交点）
- 終点：庄原市七塚町（七塚西交差点、国道183号交点）
- 総延長：約12.6 km

## 路線状況

### 重複区間
- 広島県道62号庄原作木線（庄原市濁川町）

## 地理

### 通過する自治体
- 庄原市

### 交差する道路
| 交差する道路                        | 交差する場所 | 交差する場所        |
| ----------------------------------- | ------------ | ------------------- |
| 国道432号                           | 川北町       | 起点                |
| 広島県道62号庄原作木線 重複区間起点 | 濁川町       |                     |
| 広島県道62号庄原作木線 重複区間終点 | 濁川町       |                     |
| 国道183号                           | 七塚町       | 七塚西交差点 / 終点 |

### 沿線
- 比和川
- JR西日本芸備線 山ノ内駅（終点付近）